# Elena Piñeiro Castro
Elena Piñeiro Castro (Carnota, 1907 - Carnota, 27 de marzo de 1997) fue una farmacéutica española.

## Trayectoria
Terminó, en 1925, el bachillerato en el Instituto de Santiago de Compostela. Se licenció en Farmacia en la Universidad de Santiago de Compostela en 1930 siendo la primera mujer universitaria de su distrito.
Tras finalizar su carrera llegó al concejo de Santa Comba de Carnota dónde tomó posesión de la farmacia.
De ideología de izquierda y republicana, con el golpe de Estado del 18 de julio de 1936 organizó audiciones para Pirenaica en la casa donde se ubicaba la farmacia. La delataron, lo que supuso que sufriera acoso y agresiones constantes por parte de los falangistas durante la guerra y los primeros años de dictadura.
Piñeiro y su compañera María de Pelexa, eran "visitadas" por los falangistas las noches en su farmacia, con el pretexto de que necesitaban medicamentos. Ante esta situación, Piñeiro se hizo con una escopeta y una noche invitó a sus acosadores a entrar en la casa, pero a oscuras, lo que disuadió a los hombres y logró que cesaran las visitas nocturnas.
Piñero fue víctima de otras acciones represivas por parte de los falangistas, y a la usanza de las acciones de los falangistas de aquella época le cortaron el pelo a la fuerza en la plaza mayor de Carnota. Le confiscaron la radio, que le fue devuelta por intercesión de Xosé, su hermano.

## Vida
Separada de su marido, vivía con su ama de llaves, María de Pelexa, de la localidad de Vilar de Parada, en Carnota. Su hermano, Xosé Piñeiro Castro, fue funcionario del Ayuntamiento de Santiago. Falleció en Carnota el 27 de marzo de 1997.